# Murielle Ahouré
Murielle Ahouré (Abidjan, 23 d'agost de 1987) és una atleta de curses de velocitat ivoriana. En la seva carrera esportiva ostenta una medalla de plata en campionats del món d'atletisme.

## Trajectòria
El padrastre de Murielle és un alt oficial de les forces armades de Costa d'Ivori, i a l'edat de tres anys es va traslladar amb la seva família a França. Després va viure al Japó, Xina i Alemanya; i als tretze es va desplaçar als Estats Units.
Mentre estudiava en la secundària Hayfield a Alexandria, Virgínia, li van recomanar que s'unís a l'equip d'atletisme per pal·liar la solitud que sentia en aquest país. Aviat va cridar l'atenció del seu entrenador pel seu acompliment en els 200 m, i en el seu últim any de secundària va començar a rebre propostes de beques d'institucions d'educació superior.
En el 2005 va iniciar els seus estudis en la Universitat George Mason en l'especialitat de lleis criminals, i també corria en les proves dels 100 m, 200 m i 60 m en pista coberta; amb participació en campionats júnior de la NCAA. La seva entrenadora era Angie Taylor. Pel 2007, va aconseguir arribar a les semifinals d'aquest esdeveniment en els 100 m, però una lesió li va impedir continuar, així com prendre part en els 200 m. L'any següent es va mudar a Miami, per invitació de l'entrenadora Amy Deem.
El canvi el va ajudar a millorar les seves marques personals. Va implantar la millor marca de l'any en el 2009 en la prova dels 200 m en pista coberta amb registre de 22,80 s, que li va valer el títol de la NCAA. A més, va rebaixar dues vegades la marca nacional dels 100 m a l'aire lliure amb temps d'11,14 s i 11,09 s; aparti que va aconseguir graduar-se de la Universitat de Miami.
El 2010 no li va brindar majors satisfaccions, doncs en el mes de maig es va lesionar; encara que poc després es va traslladar a Houston per posar-se a les ordres de l'entrenador jamaicà Allen Powell. Pel 2011 va implantar una altra marca nacional d'11,06 s en els 100 m en Greensboro, i també va aconseguir una notable marca de 10,86 s a Clermont, Florida, encara que amb vent al seu favor.
El primer esdeveniment internacional per Ahouré va ser el campionat del Món d'atletisme en pista coberta d'Istanbul 2012. Fins llavors no havia aconseguit sortir dels Estats Units per impediments legals. Es va presentar a Turquia amb un registre previ de 7,08 s en els 60 m, i en la cita mundial es va penjar la medalla de plata d'aquesta prova amb temps de 7,04 s en plena disputa amb la guanyadora Veronica Campbell-Brown que va registrar 7,01 s. Era la primera medalla per a Costa d'Ivori en la història en aquesta competència.
Aquest any també es van desenvolupar els Jocs Olímpics de Londres 2012, en els quals la ivoriana va estar present. Va participar tant en les proves de 100 i 200 m, i en ambdues va poder colar-se en la final. En els 100 m va ser setena amb temps d'11,0 s, i en els 200 m va ocupar el cinquè lloc amb 22,57 s. No obstant això, l'expectació al seu país d'origen va ser enorme, i segons ella mateixa conta, era com si tota la Costa d'Ivori s'hagués «detingut» per veure-la.A Londres va implantar una nova marca personal en els 100 m de 10,99 s en les rondes preliminars.
Pel 2013, Ahouré es va presentar al torneig en pista coberta de Birmingham, Anglaterra en el mes de febrer. En els 60 m va tenir un acompliment estel·lar en implantar la setena millor marca de la història en aquesta prova amb registre de 6,99 s. El seu triomf opacó a Shelly-Ann Fraser-Pryce i Carmelita Jeter els qui havien arribat com les favorites.Després, en el mes de juny va participar en la reunió Golden Gala de Roma, on va rebaixar la seva pròpia marca en els 200 m amb temps de 22,36 s, guanyant la prova per davant de la campiona olímpica Allyson Felix;i a l'agost, a la ciutat de Moscou, va debutar en el campionat del món amb una medalla de plata en els 100 m amb registre de 10,93 s.Posteriorment va quedar en el segon lloc en la final dels 200 metres plans amb un temps de 22,32 segons guanyant novament una medalla de plata i quedant darrere de Shelly-Ann Fraser.
El 2014 va acudir per segona vegada al campionat del món d'atletisme en pista coberta, aquesta vegada realitzat a Sopot, on novament es va alçar amb la medalla de plata amb temps de 7,01 s. Per al mes d'agost, es va agenciar el seu primer triomf en el campionat africà en la prova dels 200 m on va parar el rellotge en 22,36 s, mentre que en els 100 m va arribar en la segona posició amb marca d'11,03 s. Per la Lliga de Diamant, Ahouré va obtenir el seu millor resultat en Zúric amb el segon lloc, malgrat tenir el mateix registre de Veronica Campbell-Brown d'11,04 s, el qual es va decidir per diferència de dues mil·lèsimes.
Per a l'any 2015 el seu resultat més rellevant ho va aconseguir en Oslo per la Lliga de Diamant amb un primer lloc (11,03 s), ja que en la seva segona presentació en un mundial d'atletisme, que va tenir lloc en Pequín, va passar desapercebuda de les proves de velocitat en arribar amb prou feines a les semifinals dels 100 m.

## Marques personals
| Prova               | Marca (Vent)   | Lloc                       | Data       |
| ------------------- | -------------- | -------------------------- | ---------- |
| 100 m               | 10,91 s (1,5)  | Sotteville-lès-Rouen (FRA) | 08/07/2013 |
| 200 m               | 22,24 s (-0,5) | Mònaco                     | 06/06/2013 |
| 60 m Pista coberta  | 6,99 s         | Birmingham (ENG)           | 16/02/2013 |
| 200 m Pista coberta | 22,80 s        | College Station (USA)      | 13/03/2009 |